# Majed El Dein Ghazal
Majed El Dein Tarad Ghazal Al-Din (arab. ماجد الدين طراد غزال الدين ; ur. 21 kwietnia 1987 w Damaszku) – syryjski lekkoatleta specjalizujący się w skoku wzwyż, medalista mistrzostw świata, uczestnik igrzysk olimpijskich, rekordzista kraju. Był chorążym reprezentacji narodowej na Igrzyskach Olimpijskich w Rio de Janeiro w 2016 roku.

## Osiągnięcia
| Rok  | Impreza                             | Miejsce        | Pozycja           | Wynik |
| ---- | ----------------------------------- | -------------- | ----------------- | ----- |
| 2007 | Mistrzostwa panarabskie             | Amman          | 3. miejsce        | 2,17  |
| 2007 | Mistrzostwa Azji                    | Amman          | 14. miejsce       | 2,10  |
| 2007 | Igrzyska panarabskie                | Kair           | 3. miejsce        | 2,14  |
| 2008 | Halowe mistrzostwa Azji             | Doha           | 2. miejsce        | 2,21  |
| 2008 | Igrzyska olimpijskie                | Pekin          | el. – 24. miejsce | 2,20  |
| 2009 | Igrzyska śródziemnomorskie          | Pescara        | 9. miejsce        | 2,15  |
| 2009 | Mistrzostwa świata                  | Berlin         | el. – 28. miejsce | 2,15  |
| 2009 | Mistrzostwa panarabskie             | Damaszek       | 2. miejsce        | 2,16  |
| 2009 | Halowe igrzyska azjatyckie          | Hanoi          | 2. miejsce        | 2,22  |
| 2009 | Mistrzostwa Azji                    | Guangdong      | 8. miejsce        | 2,10  |
| 2010 | Igrzyska azjatyckie                 | Kanton         | el. – 13. miejsce | 2,10  |
| 2011 | Mistrzostwa Azji                    | Kobe           | 2. miejsce        | 2,28  |
| 2011 | Światowe igrzyska wojskowych        | Rio de Janeiro | 8. miejsce        | 2,17  |
| 2011 | Mistrzostwa świata                  | Taegu          | el. – 23. miejsce | 2,21  |
| 2011 | Mistrzostwa panarabskie             | Al-Ajn         | 2. miejsce        | 2,22  |
| 2012 | Halowe mistrzostwa Azji             | Hangzhou       | 3. miejsce        | 2,24  |
| 2012 | Halowe mistrzostwa świata           | Stambuł        | el. – 12. miejsce | 2,26  |
| 2012 | Igrzyska olimpijskie                | Londyn         | el. – 28. miejsce | 2,16  |
| 2012 | Mistrzostwa Azji Zachodniej         | Dubaj          | 3. miejsce        | 2,15  |
| 2013 | Igrzyska śródziemnomorskie          | Mersin         | 8. miejsce        | 2,18  |
| 2013 | Mistrzostwa Azji                    | Pune           | 5. miejsce        | 2,21  |
| 2013 | Mistrzostwa świata                  | Moskwa         | el. – 21. miejsce | 2,22  |
| 2013 | Igrzyska solidarności islamskiej    | Palembang      | 2. miejsce        | 2,20  |
| 2014 | Halowe mistrzostwa Azji             | Hangzhou       | 2. miejsce        | 2,20  |
| 2014 | Igrzyska azjatyckie                 | Incheon        | 6. miejsce        | 2,20  |
| 2015 | Mistrzostwa Azji                    | Wuhan          | 7. miejsce        | 2,10  |
| 2015 | Mistrzostwa świata                  | Pekin          | el. – 15. miejsce | 2,29  |
| 2015 | Światowe wojskowe igrzyska sportowe | Mungyeong      | 1. miejsce        | 2,31  |
| 2016 | Halowe mistrzostwa Azji             | Doha           | 2. miejsce        | 2,28  |
| 2016 | Igrzyska olimpijskie                | Rio de Janeiro | 7. miejsce        | 2,29  |
| 2017 | Igrzyska solidarności islamskiej    | Baku           | 1. miejsce        | 2,28  |
| 2017 | Mistrzostwa Azji                    | Bhubaneswar    | 3. miejsce        | 2,24  |
| 2017 | Mistrzostwa świata                  | Londyn         | 3. miejsce        | 2,29  |
| 2017 | Halowe igrzyska azjatyckie          | Aszchabad      | 1. miejsce        | 2,26  |
| 2018 | Igrzyska śródziemnomorskie          | Tarragona      | 1. miejsce        | 2,28  |
| 2018 | Igrzyska azjatyckie                 | Dżakarta       | 3. miejsce        | 2,24  |
| 2018 | Puchar interkontynentalny           | Ostrawa        | 4. miejsce        | 2,24  |
| 2019 | Mistrzostwa Azji                    | Doha           | 1. miejsce        | 2,31  |
| 2019 | Mistrzostwa świata                  | Doha           | el. – 25. miejsce | 2,17  |
| 2019 | Światowe wojskowe igrzyska sportowe | Wuhan          | 2. miejsce        | 2,20  |
| 2021 | Igrzyska olimpijskie                | Tokio          | el. – 19. miejsce | 2,21  |
| 2022 | Mistrzostwa świata                  | Eugene         | el. –             | DNS   |

## Rekordy życiowe
| Konkurencja          | Wynik | Data           | Miejsce | Uwagi        |
| -------------------- | ----- | -------------- | ------- | ------------ |
| Skok wzwyż (stadion) | 2,36  | 18 maja 2016   | Pekin   | rekord Syrii |
| Skok wzwyż (hala)    | 2,28  | 19 lutego 2016 | Doha    | rekord Syrii |